# Rockford (Caroline du Nord)
Pour les articles homonymes, voir Rockford.
Rockford  est une communauté non incorporée du comté de Surry, dans l’État de Caroline du Nord, aux États-Unis.

## Histoire
Fondée en 1790 et incorporée en 1819, Rockford a été le siège du comté jusqu’en 1853, date à laquelle le siège a été transféré à Dobson.